# The Salt Path
The Salt Path è un film del 2024 diretto da Marianne Elliott, al suo esordio cinematografico.
La pellicola è l'adattamento cinematografico de Il sentiero del sale, l'autobiografia di Raynor Winn.

## Trama
Poco dopo che a Moth Winn viene diagnosticata la degenerazione cortico-basale, lui e la moglie Raynor vengono sfrattati. Rimasti senza casa, i due decidono di percorrere gli oltre mille chilometri del South West Coast Path.

## Produzione
Nel maggio 2023 Gillian Anderson e Jason Isaacs si sono uniti all'adattamento cinematografico del libro di Raynor Winn diretto dalla regista teatrale Marianne Elliot al suo debutto cinematografico. Due mesi più tardi è stata confermata la partecipazione al film di James Lance ed Hermione Norris.
Le riprese principali si sono svolte nell'estate del 2023 tra Chepstow, Aust, il Somerset e il Devon.

## Promozione
Il primo trailer è stato diffuso il 5 dicembre 2024.

## Distribuzione
Il film è stato presentato in anteprima assoluta il 6 settembre 2024 al Toronto International Film Festival. La distribuzione nelle sale britanniche e irlandesi è prevista per il 25 aprile 2025.